# István Busa
István Busa (* 31. května 1961 Kecskemét, Maďarsko) je bývalý maďarský sportovní šermíř, který se specializoval na šerm fleretem. Maďarsko reprezentoval v osmdesátých a devadesátých letech. Na olympijských hrách startoval v roce 1988 v soutěži družstev a v roce 1992 v soutěži jednotlivců a družstev. V roce 1991 získal titul mistra Evropy v soutěži jednotlivců. S maďarským družstvem fleretistů vybojoval na olympijských hrách 1988 bronzovou olympijskou medaili a v roce 1991 vybojoval s družstvem titul mistrů Evropy.